# Spirit of Bermuda
Le Spirit of Bermuda est une goélette à trois mâts moderne, à voiles bermudiennes. C'est une réplique d'un sloop-of-war (sloop de guerre) de la Royal Navy, connu par une peinture de John Lynn de 1834.
Son immatriculation de voile est : TS BER688.
Son port d'attache actuel est Hamilton  aux Bermudes.

## Histoire du sloop Bermuda
.

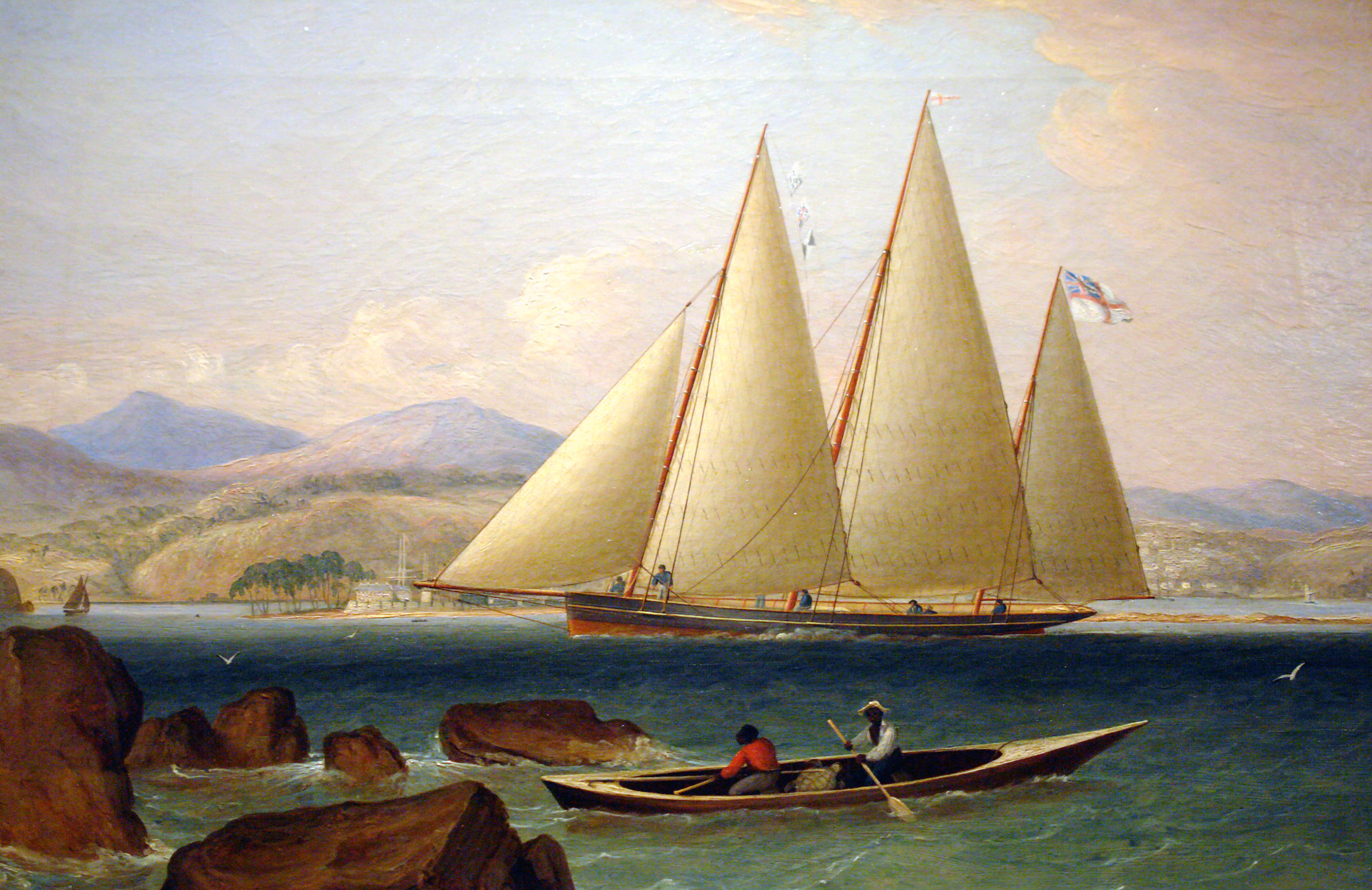
Peinture de John Lynn

Le Bermuda sloop (en) était un type de petit voilier construit aux Bermudes entre les XVIIe et XIXe siècles. Il était  équipé d'un gréement aurique et été utilisé par les marchands des Bermudes, corsaires et autres gens de mer. Les sloops bermudiens étaient recherchés pou leur polyvalence, leur manœuvrabilité et leur vitesse, en particulier contre le vent. Les bermudiens en ont construit un grand nombre pour leur propre flotte marchande et pour l'exportation avant d'être obligé de se tourner vers d'autres métiers au XIXe siècle. À la fin du XXe siècle, il n'existait plus aucun sloop bermudien d'origine bermudienne.
La construction du Spirit of Bermuda a été motivée pour la redécouverte de ce modèle de voilier à travers la création d'un organisme de formation à la voile traditionnelle, la Bermuda Sloop Foundation, qui a pour but d'inculquer à sa jeunesse une prise de conscience de la mer et du patrimoine maritime des Bermudiens.

## La Fondation Sloop Bermuda
La Bermuda Sloop Foundation a été fondée en 1996 par Malcolm Kirkland, Alan Burland et Jay Kempe. Au cours des huit premières années, la fondation a recherché les dons  pour une construction future et a décidé de la conception du voilier. Le chanteur-compositeur bermudien Heather Nova a enregistré le single Together As One afin de lever des fonds pour le projet. La société Rockport Marine, à Rockport dans le  Maine , a été contracté pour construire le navire en 2004. Spitit of Bermuda a été achevé en Août 2006, et a navigué aux Bermudes dès Octobre. Depuis, il est exploité localement et internationalement pour la formation à la voile en croisière.

## Construction
À l'origine, le sloop bermudien était construit avec des essences locales, une espèce de juniperus bermudiana. Celui-ci a été construit aux États-Unis, dans le Maine, avec des essences plus disponibles comme le Douglas et le teck. Si le terme actuel sloop fait référence à un navire n'ayant qu'un seul mât, il en était différemment dans le passé. Dans la Royal Navy le terme servait dans le classement par rang des vaisseaux.
La Bermuda Sloop Foundation a choisi une goélette à trois mâts car il est plus facile à manœuvrer et moins dangereux pour les jeunes inexpérimentés qui en serait l'équipage. Les voiles bermudiennes ont été également choisies, bien que la majorité des sloops bermudiens historiques aient été équipés d'un gréement aurique.
La conception finale, l'architecture navale et l'ingénierie du navire ont été accomplies à Newport, (Rhode Island) par Langan Design Associates, dirigé à l'époque par le fondateur, architecte naval Bill Langan (en).